# 讨伐厉文礼部战役
讨伐厉文礼部战役，是中国抗日战争中中日双方发生的战役，国民革命军第十八集团军攻克据点60余处，收复地区1700多平方公里。